# 山田勝文
山田 勝文（やまだ かつふみ、1951年（昭和26年）2月9日 - ）は、日本の政治家。元長野県諏訪市長。

## 来歴
諏訪市出身。昭和49年（1974年）工学院大学卒業後、養蜂業を営む。平成11年（1999年）諏訪市長選挙に当選し、4期務めた。
2021年、旭日小綬章受章。